# Nancy Farriss
Nancy Farriss   (23 de maig de 1938) és una historiadora i americanista estatunidenca i professora emèrita de la Universitat de Pennsilvània.

## Trajectòria
Farriss va néixer l'any 1938. En 1959, es graduà en el Barnard College. S'especialitzà en la història colonial de Mèxic i es doctorà en el University College de Londres l'any 1965. a continuació, va fer breus estades a la Universitat de les Índies Occidentals, Jamaica i el College of William and Mary a Williamsburg en l'estat de Virgínia.
L'any 1960, investigà sobre el Virregnat de Nova Espanya durant el regnat de Carles III a l'Arxiu General d'Índies de Sevilla. L'any 1971, fou nomenada Professora Associada d'Història en la Universitat de Pennsilvània on continuà fins al final de la seva carrera i on l'any 1990 es convertí en Professora Annenberg d'Història i posteriorment, professora emèrita.
El seu arxiu personal es traslladà a l'Arxiu de la Universitat de Pennsilvània.

## Reconeixement
L'any 2020, s'inclogué dins del projecte “Mujeres Investigadoras en los Archivos Estatales (1900-1970)” per a la descripció arxivística i per a la creació d'un microlloc específic al Portal d'Arxius Espanyols (PARES), desenvolupat entre els anys 2020 i 2023. Aquest projecte ha estat impulsat per la Subdirecció General d'Arxius Estatals, amb l'objectiu de visibilitzar la tasca d'investigació realitzada a Espanya per dones en l'interval 1900-1970 a partir dels registres documentals que es conserven als Arxius de Gestió dels Arxius Espanyols del Ministeri de Cultura (l'Arxiu Històric Nacional, l'Arxiu de la Corona d'Aragó, l'Arxiu General de Simancas, l'Arxiu General d'Índies, l'arxiu de la Reial Cancelleria de Valladolid, l'Arxiu General de l'Administració i el Centre d'Informació Documental d'Arxius).